# Ribeirão Preto Challengers
O Moura Lacerda Dragons é um time de futebol americano da cidade de Ribeirão Preto.

## História
A Equipe surgiu em 2007 quando amigos e fãs de futebol americano da cidade começaram a se juntar para praticar o esporte.
No começo, a ideia era fazer um time de flag, mas com o tempo, o grupo foi crescendo e logo veio o desejo de jogar o futebol americano na sua versão mais completa.
Com muito esforço, os atletas conseguiram o apoio da Prefeitura de Ribeirão Preto, que cedeu a “Cava do Bosque” – o primeiro espaço de treinamentos.
Em 2020 a equipe fundiu com o time também de ribeirão preto, Barões FA, surgindo o Dragons, atual nome do time.
Atualmente a equipe treina no Campus do Moura Lacerda, cedido pelo  Centro Universitário Moura Lacerda.
O mascote oficial é escolhido o dragão.

## Títulos
| NACIONAIS | NACIONAIS                                 | NACIONAIS      | NACIONAIS |
|           | Competição                                | Títulos        | Temporada |
| Brasil    | Campeonato Brasileiro                     |                | 2024      |
| Brasil    | Campeonato Brasileiro                     | Fase de grupos | 2023      |
| Brasil    | Campeonato Brasileiro                     | Playoffs       | 2022      |
| Brasil    | Liga Nacional de Futebol Americano        | Campeão        | 2018      |
| Brasil    | Desafio no Triângulo Mineiro              | Campeão        | 2010      |
| Brasil    | Taça da República                         | Campeão        | 2011      |
| ESTADUAIS | ESTADUAIS                                 | ESTADUAIS      | ESTADUAIS |
|           | Competição                                | Títulos        | Temporada |
| São Paulo | São Paulo Football League                 | Vice           | 2024      |
| São Paulo | São Paulo Football League                 | Vice           | 2023      |
| São Paulo | São Paulo Football League                 | Playoffs       | 2022      |
| São Paulo | Super Copa São Paulo De Futebol Americano | Campeão        | 2018      |
| --------- | ----------------------------------------- | -------------- | --------- |